# Países Baixos nos Jogos Olímpicos de Inverno de 2022
Países Baixos participou dos Jogos Olímpicos de Inverno de 2022, realizados em Pequim, na China.
Foi a 22.ª aparição do país em Olimpíadas de Inverno. Foi representado por 41 atletas, sendo 21 homens e 20 mulheres.

## Competidores
| Esporte                                | Masculino | Feminino | Total |
| -------------------------------------- | --------- | -------- | ----- |
| Bobsleigh                              | 4         | 1        | 5     |
| Esqui alpino                           | 1         | 1        | 2     |
| Patinação artística                    | 0         | 1        | 1     |
| Patinação de velocidade                | 9         | 9        | 18    |
| Patinação de velocidade em pista curta | 5         | 5        | 10    |
| Skeleton                               | 0         | 1        | 1     |
| Snowboard                              | 2         | 2        | 4     |
| Total                                  | 21        | 20       | 41    |

## Medalhas
Estes foram os medalhistas desta edição:
| Atleta                                                            | Esporte                                | Evento                           | Medalha |
| ----------------------------------------------------------------- | -------------------------------------- | -------------------------------- | ------- |
| Irene Schouten                                                    | Patinação de velocidade                | 3000 m feminino                  | Ouro    |
| Irene Schouten                                                    | Patinação de velocidade                | 5000 m feminino                  | Ouro    |
| Irene Schouten                                                    | Patinação de velocidade                | Largada coletiva feminina        | Ouro    |
| Ireen Wüst                                                        | Patinação de velocidade                | 1500 m feminino                  | Ouro    |
| Kjeld Nuis                                                        | Patinação de velocidade                | 1500 m masculino                 | Ouro    |
| Suzanne Schulting                                                 | Patinação de velocidade em pista curta | 1000 m feminino                  | Ouro    |
| Suzanne Schulting Selma Poutsma Xandra Velzeboer Yara van Kerkhof | Patinação de velocidade em pista curta | Revezamento 3000 m feminino      | Ouro    |
| Thomas Krol                                                       | Patinação de velocidade                | 1000 m masculino                 | Ouro    |
| Jutta Leerdam                                                     | Patinação de velocidade                | 1000 m feminino                  | Prata   |
| Patrick Roest                                                     | Patinação de velocidade                | 5000 m masculino                 | Prata   |
| Patrick Roest                                                     | Patinação de velocidade                | 10000 m masculino                | Prata   |
| Suzanne Schulting                                                 | Patinação de velocidade em pista curta | 500 m feminino                   | Prata   |
| Thomas Krol                                                       | Patinação de velocidade                | 1500 m masculino                 | Prata   |
| Antoinette de Jong                                                | Patinação de velocidade                | 1500 m feminino                  | Bronze  |
| Kimberley Bos                                                     | Skeleton                               | Feminino                         | Bronze  |
| Marijke Groenewoud Antoinette de Jong Irene Schouten Ireen Wüst   | Patinação de velocidade                | Perseguição por equipes feminino | Bronze  |
| Suzanne Schulting                                                 | Patinação de velocidade em pista curta | 1500 m feminino                  | Bronze  |

## Desempenho

### Bobsleigh
Masculino
Feminino

### Esqui alpino
Masculino
Feminino

### Patinação artística
Feminino

### Patinação de velocidade
Masculino
Feminino

### Patinação de velocidade em pista curta
Masculino
Feminino

### Skeleton
Feminino

### Snowboard
Masculino
Feminino
Legenda
| Recorde mundial      | Recorde mundial (World record)               |                       | Recorde africano                      | Recorde africano (African) |                                           | Q | Classificado por posição (Qualified) |
| Recorde olímpico     | Recorde olímpico (Olympic record)            | Recorde da América    | Recorde da América (Americas)         | q                          | Classificado por melhor tempo (Qualified) |   |                                      |
| Melhor marca do ano  | Melhor marca do ano (World leading)          | Recorde asiático      | Recorde asiático (Asian)              | DNS                        | Não largou (Did not start)                |   |                                      |
| Recorde nacional     | Recorde nacional (National record)           | Recorde europeu       | Recorde europeu (European)            | DNF                        | Não terminou (Did not finish)             |   |                                      |
| Recorde pessoal      | Recorde pessoal do atleta (Personal best)    | Recorde da Oceania    | Recorde da Oceania (Oceania)          | DSQ / DQ                   | Desclassificado (Disqualified)            |   |                                      |
| Recorde da temporada | Recorde da temporada do atleta (Season best) | Recorde sul-americano | Recorde sul-americano (South America) | NM                         | Sem marca (No mark)                       |   |                                      |